# Ctenotus nigrilineatus
Ctenotus nigrilineatus är en ödleart som beskrevs av  Storr 1990. Ctenotus nigrilineatus ingår i släktet Ctenotus och familjen skinkar. Inga underarter finns listade i Catalogue of Life.